# لویه جرگه

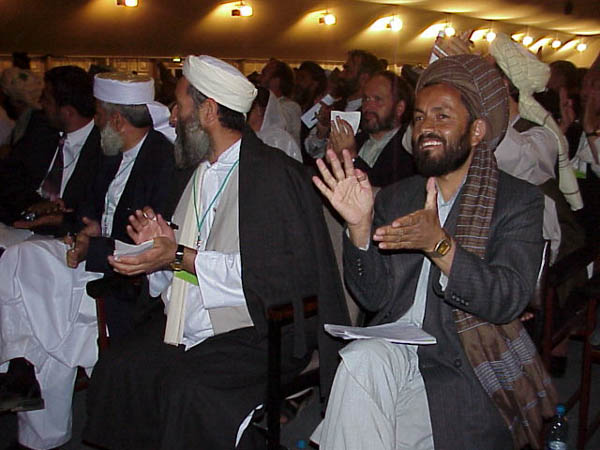
لویه جرگهٔ سال ۲۰۰۲ که حامد کرزی را به‌عنوان رئیس‌جمهور موقت انتخاب کرد.

لویَه جَرگه یا مجلس بزرگ یا جرگهٔ ملی، به معنی «گردهمایی بزرگ سران قبایل افغانستان» است.
لویه جرگه در بیشتر موارد از سوی پادشاه یا رئیس‌جمهور فراخوانده شده و اعضای آن می‌توانند هم انتخابی و هم انتصابی باشند. نخستین جرگه در سال ۱۱۶۰ هجری قمری (۱۱۲۶ هجری خورشیدی / ۱۷۴۷ میلادی) برگزار شد. این جرگه که سرنوشت و آینده کشور تازه‌ای به نام افغانستان را رقم زد، پس از کشته شدن نادر شاه افشار، در مزار شیر سرخ در قلعه نظامی نادرآباد به تاریخ مهرماه ۱۱۲۶ ه‍.ش برگزار شد و نُه روز به درازا کشید. پس از نُه روز مباحثه میان سران اقوام غلزایی، پوپلزایی، نورزایی، سدوزایی، بدیچی و دیگران، احمدشاه ابدالی از قوم سدوزایی به عنوان پادشاه برگزیده شد.
بقدرت رسیدن احمدشاه ابدالی توسط اولین لویه جرگه و تشکیل حکومت جدید در قندهار، در تاریخ به عنوان استقلال مجدد افغانستان از اشغال ایران یاد می‌شود
لویه جرگه واژه‌ای پشتو است که در زبان فارسی دری به معنی جرگه بزرگ است. جرگه واژه‌ای فارسی و به معنی گروه و صف آمده‌است. جرگه در کاربردهای سیاسی-اجتماعی آن به معنی گردهمایی و نشست است. به عبارت دیگر هر مجلس، جلسه و اجلاسی که برای تصمیم‌گیری، نظرخواهی و رایزنی دربارهٔ یک امر محلی، ملی و قومی برگزار شود، جرگه‌است.

## نحوه گزینش اعضای لویه جرگه
«لویه جرگه» در افغانستان، به نشست بزرگ متنفذان قومی گفته می‌شود که بیشتر برای تصمیم‌گیری‌های مهم کشوری برگزار می‌شود. این نشست که یک روش بدوی و فاقد سازوکارهای دمکراتیک است، بیشتر از سوی حاکمان و با هدف کسب مشروعیت داخلی یا مشروعیت دادن به یک تصمیم مهم برگزار می‌شود.
محتوای جرگه برای سنجش آرای عمومی است. از این رو برخی آن را گونه‌ای رفراندم یا همه‌پرسی خوانده‌اند. منظور از تشکیل جرگه‌ها چاره‌جویی، رسیدگی و تصمیم‌گیری همگانی دربارهٔ یک مسئله سیاسی-اجتماعی است. معمولاً یک تَن اداره آن را به عهده می‌گیرد و موضوع خاصی را به همه‌پرسی می‌گذارد تا شرکت‌کنندگان روی آن مباحثه کنند.
برگزارکنندگان لویه جرگه می‌کوشند کسانی را به این نشست دعوت کنند که تابع دولت مرکزی‌اند و طرح و رویکردی در مخالفت با آنچه برگزارکنندگان می‌خواهند، در سر ندارند. به همین دلیل، در تاریخ افغانستان، هیچ لویه جرگه‌ای نقشی جز تأیید و رای مثبت به آنچه حاکمان افغانستان خواسته‌اند، نداشته‌است.
روش انتخاب شرکت‌کنندگان لویه جرگه نیز، کاملاً سنتی و غیردمکراتیک است. استاندارها (والی‌ها) موظف می‌شوند تا فهرستی از نمایندگان اقوام را در سطح شهرها و روستاها تهیه کنند و سپس از میان آن‌ها، چهره‌های حامی ساختار حاکم و حکومت مرکزی، به کابل دعوت شوند.

بلقیس روشن، نماینده مردم فراه در مجلس نمایندگان افغانستان در جریان سخنرانی محمد اشرف غنی در تالار لوی جرگه که به منظور آزادی ۴۰۰ زندانی بسیار خطرناک طالبان در سال ۱۳۹۹برگزار شده بود به پا ایستاد و با صدای بلند غنی را متهم به باج‌دهی به طالبان کرد. پس از آن بسرعت مورد برخورد و خشونت فیزیکی قرار گرفته و از تالار اخراج شد.

معمولاً هزینه‌ای برای رفت و برگشت و اقامت مهمانان، به اضافه مبلغی به عنوان «تحفه» به شرکت‌کنندگان پرداخت می‌شود. همچنین، چند روز پیش از آغاز نشست «لویه جرگه»، برگزارکنندگان طرح و برنامه مورد نظر خود را برای شرکت‌کنندگان در جلسه‌های خصوصی تشریح می‌کنند تا در جریان برگزاری نشست، دیدگاه‌های مخالف مطرح نشوند

## انواع جرگه در افغانستان

### جرگه محلی
در مقایسه با سایر جرگه‌ها تأثیر محدودی دارد. این جرگه‌ها از گذشته‌های دور تاکنون در سراسر افغانستان وجود داشته و عملی‌ترین شیوه اداره سنتی، در دِه و محله به‌شمار می‌رود. جرگه‌های محلی معمولاً در موارد کم‌آبی، خشکسالی و برای حل اختلافات محلی به وجود می‌آید.

### جرگه‌های قومی
به مسائلی می‌پردازد که یک یا چند قوم را در بر می‌گیرد. این جرگه‌ها در مواردی مانند برخوردهای قومی یا بروز اختلاف‌ها و مسائل مهمی که تصمیم‌گیری و تلاش مشترک را ایجاب می‌کند، تشکیل می‌شود.

### جرگه ملی یا لویه جرگه
بزرگ‌ترین انجمن بزرگان و شخصیت‌های قومی و اجتماعی کشور است و در اوضاع بحرانی در افغانستان تشکیل می‌شود. در بیشتر موارد از سوی پادشاه یا رئیس‌جمهور فراخوانده شده و اعضای آن می‌توانند هم انتخابی و هم انتصابی باشند.

## لویه جرگه ابزاری در راستای اهداف پشتون‌ها
لویه جرگه ساختاری به شدت سنتی و غیر شفاف دارد که از گذشته برای حل مشکلات بین اقوام مختلف پشتون و بیشتر در جنوب کشور افغانستان استفاده می‌شده که اکنون کارایی ندارد
حاکمان پشتون افغانستان برای جلب حمایت پشتون‌ها و نیز ارعاب غیرپشتون‌ها، لویه‌جرگه را دست و پا کرده و از آن به‌عنوان دستگاهی هژمونیک برای ایجاد اجماع استفاده کرده‌اند.
لویه‌جرگه اساساً چارچوبی است که در آن دولت افغانستان ایده‌های تحریف‌شده غربی در رابطه با نمایندگی مردمی در دولت را وام گرفته و بر آن برچسب‌های «پشتو» زده‌است
جرگه بیش‌تر با عرف پشتون‌والی نسبت داشته و در میان اقوام دیگر، جایگاهی ندارد. هر چند که در طی سالهای متمادی سعی می‌کنند تا این جرگه را غیر قومی و غیر مذهبی نشان دهند ولی جرگه، در بیش‌تر موارد به سود طبقهٔ حاکم و به عبارتی بهتر، ابزاری برای طبقهٔ حاکم بوده‌است، تا این‌که بیان‌کنندهٔ منافع شهروندان جامعه باشد.
امروزه لوی جرگه ابزاری در دست حاکمان پشتونیست است تا مجموعه ای از سران قومی، مذهبی، قبایل و پیر مردان را جمع کنند و توسط آنها مٌهر تأیید بر استمرار برنامه‌های غیرقانونی و غیرانسانی خود بزنند
دولتهای حاکم در افغانستان به وسیلهٔ لویه‌جرگه خود را به‌عنوان یک دولت پشتون جا زده، بر حاکمیت خود تأکید کرده، شهرت تاریخی و نمادهای قبیله‌ای شان را برجسته کرده، و در نهایت بدین وسیله به ارعاب و ترساندن اقوام غیر پشتون می‌پردازند. به‌طور نمونه به توصیهٔ لارد و بِرنِس؛ مشاوران انگلیسی برای اولین بار نام افغانستان در لویه جرگه پغمان به تصویب رسید و از آن پس نام افغانستان به‌جای نام تاریخی خراسان بکار برده شد.
دکتر عبدالباری جهانی ، وزیر اسبق فرهنگ کشور افغانستان ، در مقاله‌ای مستند ، ثابت کردند که خراسان هرگز نام قدیم افغانستان نبوده است. خراسان یک محدوده جغرافیایی بوده که بخشی از کشور افغانستان ، در بخشی از این محدوده قرار داشته . محدوده جغرافیایی خراسان ، هرگز دولت مستقل سیاسی نداشته است. 

## نقش لویه جرگه در بقدرت رساندن مجدد طالبان
تاریخ افغانستان گواه برآن است که، جرگه‌های متعددی در افغانستان راه اندازی گردیده، که بیشترین آن در مواقع پادشاه تراشی‌ها و حکومت سازی‌ها، در گیر و دار رقابتهای سران قبایل، یا هم‌زمانی که زمامداران و اربابان شان، از طریق جنگ موفق به حفظ یا تصرف قدرت در جامعه نبوده و محتاج کسب مشروعیت از جانب مردم می‌باشند، دایر گردیده‌است.
به باور کارشناسان، مدت‌ها پیش از آنکه سیر سقوط دولت به دست طالبان آغاز شود نیروهای امنیتی به دستور مقامات حکومت مرکزی به ویژه اشرف غنی و مشاوران او از جنگیدن بازداشته می‌شدند
حمدالله محب مشاور امنیت ملی دولت اشرف غنی نیز در مصاحبه خود اعتراف کرد ارگ ریاست جمهوری به‌طور مستقیم و پیوسته با رهبران شبکه حقانی در ارتباط بوده وی همچنین اعتراف کرده که آنها نیت داشتند تا قدرت را ازطریق لویه جرگه به طالبان بسپارند
بسم الله محمدی؛ سرپرست وزارت دفاع در روزهای منتهی به سقوط اعلام کرد که سقوط کابل ناگهانی نبوده و طالبان و اشرف غنی پیشتر در این زمینه توافق و تبانی کرده بودند و به‌طور پیچیده‌ای، دیگر بازیگران سیاست و قدرت در پایتخت را غافلگیر کردند. قدرت به‌طور تدریجی و برنامه‌ریزی شده از سوی اشرف غنی و تیم قومی او به سران شبکه تروریستی حقانی (از پشتون‌های غلزایی) واگذار شده‌است
آخرین لویه جرگه دولت اشرف غنی همان تصمیمی را گرفت که از قبل اتخاذ شده بود. شرکت کنندگان فرمایشی لویه جرگه تصمیم گرفتند که شش هزار زندانی طالبان شامل ۴۰۰ زندانی خطرناک، قاچاقچیان بین‌المللی، آدم‌ربایان و متهمان به کشتارها، آزاد شوند. در پایان لویه جرگه گفته شد که تصمیم آزادی زندانیان طالبان را نمایندگان مردم گرفتند و درنهایت این تصامیم به‌عنوان یکی از دلایل سقوط دولت جمهوری اسلامی افغانستان برشمرده شد
پس از فرار اشرف غنی از افغانستان حامد کرزی که به برادری با طالبان مشهور است، چون در دوره حاکمیتش بر افغانستان مانع حملات هوایی به مواضع طالبان شد و با نام مصلحت ملی، هرگز به صراحت از جنایت‌های طالبان حرفی نزد و برعکس، چهره‌ها و حرکت‌های ضد طالبان را در دوره حاکمیتش بر افغانستان تضعیف کرددر گفتگو با طالبان خواستار احیای قانون اساسی دوران ظاهر شاه که در سال ۱۳۴۳ خورشیدی به تصویب رسیده‌است شد، و همزمان پیشنهاد کرد تا لویه جرگه برگزار شود و دربارهٔ آینده کشور و مسائلی چون حکومت، قانون اساسی و پرچم ملی تصمیم بگیرد.

## گاهشماری لویه جرگه‌های مهم
لویه جرگه‌های مهمی که تاکنون برگزار شده‌اند عبارتند از:
- ۱۱۲۶ شمسی (اکتبر ۱۷۴۷)

به مدت ۹ روز در قلعه نظامی نادرآباد قندهار تشکیل شد و نتیجه آن تأیید پادشاهی احمدشاه درانی بود.
- ۱۲۲۰ خورشیدی (۱۸۴۱)

همایشی ۱۲ نفره در کابل، در خانه عبدالله اچکزایی به ریاست محمد زمان خان، که نتیجه آن فراخوانی مردم در جنگ اول افغان و انگلیس بود.
- ۱۲۴۴ خورشیدی (۱۸۶۵)

نشستی دو هزار نفره در کابل به ریاست امیر شیرعلی خان، پادشاه وقت افغانستان، که نتیجه آن حمایت از سلطنت امیر شیرعلی خان و تحکیم پایه سلطنت او در برابر برادرانش بود.
- ۱۲۷۲ خورشیدی (۱۸۹۳)

در کابل به ریاست امیر عبدالرحمان خان، پادشاه وقت، تشکیل شد و نتیجه آن تأیید پیمان دیورند دربارهٔ تعیین مرز میان افغانستان و هند بریتانیایی بود.
- ۱۲۹۴خورشیدی (۱۹۱۵)

نشستی با شرکت ۵۴۰ نفر در کابل به ریاست امیر حبیب‌الله خان، پادشاه وقت، که نتیجه آن اعلام بی‌طرفی افغانستان در جنگ جهانی اول بود.
- ۱۱ سنبله ۱۳۲۰ (۲ سپتامبر ۱۹۴۱)

نشستی ۸۰۰ نفره در کابل به ریاست محمد هاشم، نخست‌وزیر و عم محمد ظاهر، پادشاه وقت، که نتیجه آن تأیید بی‌طرفی افغانستان در جنگ دوم جهانی و اخراج اتباع آلمانی و ایتالیایی از کشور بود.
- ۲۲ عقرب ۱۳۲۸ (۱۴ نوامبر ۱۳۴۹)

همایشی با شرکت ۴۵۲ نفر در کابل به ریاست محمد گل‌خان، یکی از حامیان عمده قضیه «پشتونستان» در افغانستان.
نتیجه آن تأیید سیاست حمایت دولت افغانستان از منطقه پشتون‌نشین (پشتونستان) پاکستان و بی‌اعتبار اعلام کردن معاهده دیورند (۱۸۹۳)، پیمان افغان و انگلیس (۱۹۰۵)، پیمان راولپندی (۱۹۱۹) و پیمان ۱۹۲۱ افغان و انگلیس بود.
- زمستان ۱۳۰۱ (۱۹۲۳)

جرگه‌ای ۸۷۲ نفره در جلال‌آباد به ریاست امان‌الله خان، پادشاه وقت افغانستان. نتیجه آن تصویب نخستین قانون اساسی کشور بود.
- ۱۳۰۳ خورشیدی (۲۸ سرطان-۹اسد؛ ۱۹۲۴ میلادی)

با شرکت ۱۰۴۶ نفر در پغمان و کابل به ریاست امان‌الله خان، پادشاه وقت. نتیجه آن تعدیل قانون اساسی افغانستان بود.
- سنبله/شهریور ۱۳۰۷ (۱۹۲۸)

با تعداد اعضا ۱۱۰۰ نفر در پغمان کابل به ریاست امان‌الله خان، پادشاه وقت، تشکیل شد. نتیجه آن تشکیل مجلس شورای ملی با ۱۵۰ عضو، اجباری شدن خدمت سربازی، و کشف حجاب بود. در این لوی جرگه، ثریا همسر شاه امان‌الله بدون حجاب سنتی حاضر شد و شاه اعضای جرگه را ملزم به پوشیدن لباس غربی کرد.
- ۱۳۰۹ (۱۹۳۰)

نشستی با ۳۰۱ عضو به ریاست محمد هاشم، نخست‌وزیر و برادر محمد نادر خان پادشاه وقت در کابل. نتیجه آن حمایت از پادشاهی نادر خان و تشکیل هیاتی برای تهیه دومین قانون اساسی کشور بود. این جرگه همچنین یک هیئت ۱۰۵ نفری را موظف به تصویب دومین قانون اساسی کشور کرد. دومین قانون اساسی یک سال بعد تحت عنوان «اصولنامه اساسی» به تصویب رسید.
- ۱۸–۲۹ شهریور ۱۳۴۳ (۱۹۶۴)

این نشست در کابل برگزار شد. تعداد اعضا آن ۴۵۲ نفر، رئیس آن محمد ظاهر پادشاه، و نائب رئیس لوی جرگه دکتر عبدالظاهر رئیس مجلس یازدهم بود. نتیجه آن تصویب نخستین قانون اساسی دموکراتیک کشور بود که بر پایه آن خانواده سلطنتی از دخالت در امور حکومتی و سیاسی ممنوع و قدرت به نخست وزیرانی خارج از خانواده سلطنتی و پارلمان منتخب واگذار شد. تفکیک قوا، آزادی رسانه‌ها و گروه‌های سیاسی و برابری حقوق اتباع از مواد برجسته این قانون بود.
- ۱۰–۲۵ دلو ۱۳۵۵ (۳۰جنوری-۱۴ فبروری ۱۹۷۷)

با شرکت ۳۴۹ نفر در کابل برگزار شد. رئیس گردهمایی محمد داوود خان، رئیس‌جمهوری، و نائب رئیس همایش عزیزالله واصفی بود. نتیجه این لویه جرگه تصویب قانون اساسی نظام جمهوری و انتخاب محمد داوود خان به عنوان رئیس‌جمهوری بودو
- ۱۳۶۴ (۱۹۸۵)

با شرکت ۱۷۹۶ نفر در دانشگاه پلی‌تکنیک کابل و به ریاست عبدالرحیم هاتف، و نائب رئیسی عبدالواحد سرابی تشکیل شد که نتیجه آن حمایت از سیاست‌های دولت در مورد مسائل خارجی و داخلی بود. برگزاری این جرگه نخستین اقدام دولت تحت حمایت شوروی سابق برای بازگشت به سنت‌های اجتماعی برای حل مسائل سیاسی بود.
- ۸–۹ قوس/آذر ۱۳۶۶ (۲۹–۳۰ نوامبر ۱۹۸۷)

به ریاست عبدالرحیم هاتف در دانشگاه پلی‌تکنیک کابل تشکیل شد و نتیجه آن تصویب ششمین قانون اساسی و انتخاب دکتر نجیب‌الله به ریاست جمهوری بود. این جرگه هم‌چنین قانون اساسی را تعدیل کرد و در این قانون اسلام به عنوان دین رسمی کشور پذیرفته شد و به مذاهب حنفی و جعفری رسمیت داده شد. پیش از آن تنها مذهب حنفی به رسمیت شناخته می‌شد.
- ۱۳۸۱ (۲۴حمل- ۱۱جوزا)

این یک لویه جرگه اضطراری با شرکت ۱۵۵۱ نفر در کابل بود که ریاست آن را اسماعیل قاسمیار برعهده داشت. نتیجه آن انتخاب حامد کرزی به عنوان رئیس دولت انتقالی بود. این «لویه جرگه اضطراری» برای نخستین بار شاهد سهم ۱۱ درصدی زنان بود و همچنین نخستین بار مردم در انتخاب اعضای آن شرکت داشتند.
- قوس ۱۳۸۲

نام آن لویه جرگه قانون اساسی بود که با شرکت ۵۰۰ نفر و ریاست صبغت‌الله مجددی در کابل تشکیل شد و نتیجه آن تصویب هشتمین قانون اساسی بود.
- جوزا ۱۳۸۹ (جون ۲۰۱۰)

جرگه مشورتی صلح که با شرکت ۱۶۰۰ نفر در کابل با ریاست برهان‌الدین ربانی تشکیل شد و نتیجه آن تأیید برنامه صلح حکومت حامد کرزی بود. حامد کرزی در پی این جرگه، شمار زیادی از زندانیان طالبان را آزاد کرد و شورای عالی صلح را هم به ریاست برهان‌الدین ربانی تشکیل کرد، هر چند برهان‌الدین ربانی جان خود را در این راه از دست داد.
- ۲۵ عقرب/آبان ۱۳۹۰

نشست چهار روزه این لویه جرگه در کابل به بررسی همکاری استراتژیک با آمریکا و موضوع مصالحه با طالبان پرداخت. طالبان تهدید کرده بود این مجمع را که بیش از دو هزار سرکرده سیاسی و اجتماعی در آن شرکت داشتند مختل خواهد کرد. هم‌زمان با این لویه جرگه راکت‌هایی در کابل شلیک شد.
صبغت‌الله مجددی ریاست این لویه جرگه را برعهده داشت و او نعمت‌الله شهرانی را به عنوان معاون اول، محمدعارف نورزی را معاون دوم، محمدعلم ایزدیار را منشی اول، حیات الله بلاغی را منشی دوم و صفیه صدیقی را به عنوان سخنگوی جرگه اعلام کرد.